# NGC 7561
NGC 7561 is een ster in het sterrenbeeld Vissen. Het hemelobject werd op 5 oktober 1864 ontdekt door de Zweedse astronoom Herman Schultz.